# Міріам Ліньйо
Міріам Ліньйо (фр. Myriam Lignot, 9 липня 1975) — французька синхронна плавчиня.
Призерка Олімпійських Ігор 2000 року, учасниця 1996 року.
Призерка Чемпіонату Європи з водних видів спорту 1995, 1997, 1999, 2000 років.